# 赖因霍尔德·格里埃尔
赖因霍尔德·莫里采维奇·格里埃尔（羅馬化：Reyngol'd Moritsevich Glier，羅馬化：Reinhold Moritsevych Hliier；1875年1月11日—1956年6月23日），又譯格利埃爾、葛利耶爾，出生于乌克兰的苏联作曲家，指挥家，音乐教育家。

## 生平经历
早年在莫斯科音乐学院学习，1905年-1908年在柏林学习指挥，1914年任基辅音乐学院院长。1920年-1941年任教于莫斯科音乐学院。他与苏联官方合作密切，曾三次获得斯大林奖，且并未在1948年遭受迫害。1956年逝世于莫斯科。

## 音乐创作
格里埃尔在创作中始终遵循俄罗斯传统，早期部分作品形式较为复杂，带有学院派特点。苏联建立后的作品则较为朴素清新，常采用各族民歌。格里埃尔有较强的旋律天赋和配器才能。他的《声乐协奏曲》是该体裁最著名的作品之一。

## 重要作品列表
- 降E大调第一交响曲，Op8
- c小调第二交响曲，Op25
- b小调第三交响曲“伊利亚·穆罗美茨”，Op42
- 交响诗《塞壬》，Op33
- 交响诗《查波罗什的哥萨克》，Op64
- 降E大调竖琴协奏曲，Op74
- f小调声乐协奏曲，Op82
- d小调大提琴协奏曲，Op87
- 降B大调圆号协奏曲，Op91
- g小调小提琴协奏曲，Op100（未完成）
- 芭蕾舞剧《红罂粟》，Op70
- 芭蕾舞剧《青铜骑士》，Op89
- A大调第一弦乐四重奏，Op2
- g小调第二弦乐四重奏，Op20
- d小调第三弦乐四重奏，Op67
- f小调第四弦乐四重奏，Op83
- c小调第一弦乐六重奏，Op1
- b小调第二弦乐六重奏，Op7
- C大调第三弦乐六重奏，Op11
- D大调弦乐八重奏，Op5
- 25首钢琴前奏曲，Op30